# Yun Bo-seon
En aquest nom coreà, el cognom és Yun.
Yun Bo-seon (윤보선 尹潽善, 26 d'agost de 1897 - 18 de juliol de 1990) va ser un polític i activista de resistència sud-coreà. 4t President de Corea del Sud 1960 i 1962, 2n alcalde de Seül 1948 i 1950.

## Biografia
El 1917 va emigrar a Xangai i el 1921 va viatjar al Regne Unit per estudis. Es va graduar amb un Mestratge en Arts en la Universitat d'Edimburg el 1930 i va retornar a Corea el 1932. Va ingressar a la política després de la fi de l'ocupació colonial japonesa el 1945, tenint com mentor a Syngman Rhee. El 1948 va ser nomenat alcalde de Seül per Rhee. El 1949 va ser Ministre de Comerç i Indústries, però poc després va començar a desagradar les polítiques autoritàries de Rhee. Va ser president de la Societat de la Creu Roja, abans de ser elegit a l'Assemblea Nacional el 1954. El 1955 va fundar l'opositor Partit Democràtic.
Tan bon punt Rhee renunciara per un moviment estudiantil pro-democràtic, Yun va ser elegit President de la República de Corea el 13 d'agost de 1960. No obstant això, el seu poder estava limitat dins d'un sistema parlamentari que es va crear com resposta als excessos autoritaris del règim de Rhee. Després del colp de Park Chung Hee el 1961, es va mantenir en el càrrec breument per donar suport al règim militar però va renunciar el 22 de març de 1962. Es va oposar al règim autoritari de Park i es va postular a la presidència dues vegades el 1963 i 1967, sense èxit. Després de rebre diverses sentències suspeses per activitats antigovernamental, Yun es va retirar de la política el 1980 i es va enfocar en activitats culturals fins a la seua mort per diabetis i alta pressió sanguínia el 1990.